# Валь-ді-Цольдо
Валь-ді-Цольдо (італ. Val di Zoldo) — муніципалітет в Італії, у регіоні Венето, провінція Беллуно. Муніципалітет утворено 23 лютого 2016 року шляхом об'єднання муніципалітетів Форно-ді-Цольдо та Цольдо-Альто.
Валь-ді-Цольдо розташоване на відстані близько 500 км на північ від Рима, 105 км на північ від Венеції, 24 км на північ від Беллуно.
Населення — 3242 особи (2015).

## Демографія
Населення за роками:

Станом на 1 січня 2023 року в муніципалітеті офіційно проживало 108 іноземців з 25 країн, серед них 66 громадян країн Євросоюзу та 10 громадян України.

## Сусідні муніципалітети
- Кастеллаваццо
- Чиб'яна-ді-Кадоре
- Ла-Валле-Агордіна
- Лонгароне
- Оспітале-ді-Кадоре
- Водо-ді-Кадоре
- Цоппе-ді-Кадоре
- Агордо
- Аллеге
- Борка-ді-Кадоре
- Сельва-ді-Кадоре
- Таїбон-Агордіно